# نیکولا مارشال

گفته می‌شود که نیکولا مارشال طراح نخستین ستاره‌ها و بارها بوده‌است.

نیکولا مارشال (زادهٔ ۱۶ مارس ۱۸۲۹ – درگذشته ۲۴ فوریه ۱۹۱۷) یک هنرمند آلمانی-آمریکایی بود که در طول جنگ داخلی آمریکا از آرمان مؤتلفه حمایت کرد. او پرچم اصلی مؤتلفه، ستاره‌ها و میله‌ها، و همچنین لباس رسمی خاکستری ارتش مؤتلفه را طراحی کرد.